# Jörg Grünler
Jörg Grünler (* 9. November 1945 in Apolda) ist ein deutscher Filmregisseur und Drehbuchautor.

## Leben
Von 1987 bis 1991 war Grünler Autor und Regisseur der Fernsehfamilienserie Die glückliche Familie mit Maria Schell und Siegfried Rauch, Susanna Wellenbrink, Julia Heinemann und Maria Furtwängler in den Hauptrollen.
Danach drehte er vor allem Krimiserien wie Die Kommissarin, Stockinger, Der Bulle von Tölz und Inspektor Rolle. 2006 führte Grünler Regie bei dem Fernsehfilm Neger, Neger, Schornsteinfeger!, einer Verfilmung der Autobiografie des Deutsch-Liberianers Hans-Jürgen Massaquoi. 2009 war er Regisseur von Håkan Nessers Fernsehfilm Mensch ohne Hund der Reihe Inspektor Barbarotti. Im Zeitraum 2011 bis 2016 inszenierte er sechs Folgen der zehnteiligen Fernsehreihe Liebe am Fjord.

## Filmografie (Auswahl)
1978: Die fabelhafte Familie Koo in der Zauberkiste (10 Folgen + Buch)
- 1980: So geht’s auch (Fernsehserie, 2 Folgen)
- 1987–1991: Die glückliche Familie (Fernsehserie)
- 1993: Krücke
- 1994: Die Kommissarin (Fernsehserie, 6 Folgen)
- 1996: Tatort: Lockvögel (Fernsehreihe)
- 1996: Stockinger (Fernsehserie, 2 Folgen)
- 1997: Die Friedensmission – 10 Stunden Angst
- 1998: 36 Stunden Angst (Fernsehfilm)
- 1999: Die Spesenritter (Fernsehfilm)
- 2001: Avalanche (Fernsehfilm)
- 2003: Der zehnte Sommer
- 2005: Das Geheimnis des roten Hauses (Fernsehfilm)
- 2006: Neger, Neger, Schornsteinfeger! (Fernsehfilm)
- 2006: Das Duo: Man lebt nur zweimal
- 2006: Das Duo: Liebestod
- 2006: Rettet die Weihnachtsgans (Fernsehfilm)
- 2007: Lutter: Um jeden Preis
- 2008: Im Meer der Lügen (Fernsehfilm)
- 2008: Mein Herz in Chile (Fernsehfilm)
- 2009: Romeo und Jutta (Fernsehfilm)
- 2010: Inspektor Barbarotti – Mensch ohne Hund
- 2011: Liebe am Fjord – Das Ende der Eiszeit (Fernsehreihe)
- 2011: Liebe am Fjord – Das Meer der Frauen
- 2012: Liebe am Fjord – Abschied von Hannah
- 2013: Liebe am Fjord – Sog der Gezeiten
- 2014: Frauen verstehen
- 2015: Liebe am Fjord – Unterm Eis
- 2017: Liebe am Fjord – Das Alter der Erde

## Auszeichnungen
Neben dem Max-Ophüls-Publikumspreis, den er 1993 für seine Arbeit an der Literaturverfilmung Krücke erhielt, wurde Grünler für denselben Film auch für den Deutschen Filmpreis nominiert. Zudem erhielt er für den Kinderfilm Der zehnte Sommer (2003) eine Auszeichnung beim International-Family-Film-Festival.